# Josep Maria Gallifa i Espiell
Josep Maria Gallifa i Espiell (Barcelona, 8 de febrer de 1942 - Mataró, 17 de gener de 1993) fou alcalde d'Argentona des del 1983 fins al 1987 amb Convergència i Unió.

## Biografia
Josep Maria Gallifa viu a Barcelona fins als set anys, en què la seva família torna a Mataró. Cursa estudis universitaris en Dret a la Universitat Central de Barcelona, llicenciant-se l'any 1966. El 1982 fixa la residència a Argentona, a Can Calopa, que és la casa pairal de la família Gallifa. Sent militant d'UDC és cap de llista per CiU a les eleccions municipals de 1983, que guanya i li permet ser alcalde. La seva legislatura es va caracteritzar per una feina perseverant i constant de Gallifa, si bé va haver de bregar constantment amb l'oposició i el secretari municipal.
Al cap de dos anys de començar la legislatura, Gallifa es fa càrrec de les carteres d'urbanisme, hisenda i governació. És aleshores quan ofereix a Jordi Suari i Joan Casanovas de la Candidatura Democràtica d'Argentona, entrar al govern.
Com a fets destacats de la seva legislatura tenim la realització de la piscina municipal i el camp d'esports del Cros i la projecció de l'escola Francesc Burniol. També va consolidar Ràdio Argentona com a emissora municipal i va acabar de cobrir el torrent d'en Tossa.
Després de la seva experiència política retorna a l'exercici de l'advocacia, i el 1992 se'l distingeix com a Membre d'Honor del Patronat Municipal del Museu del Càntir. Mor al seu domicili de Mataró el 17 de gener de 1993.